# Chiesa di Santa Maria a Petroio
La chiesa di Santa Maria a Petroio si trova a Petroio, una frazione nei dintorni di Vinci, in provincia di Firenze.

## Storia e descrizione
Il luogo di culto conserva una venerata scultura lignea della Vergine col Bambino, di tono popolareggiante, ma di indiscussa antichità, ascrivibile al secolo XIV, ma con una cromia più tarda, che è custodita in una nicchia coperta da mantellina, dietro l'altare maggiore.